# Иванов, Николай Иванович (атомный проект)
Николай Иванович Иванов (04.12.1916 – после 2005) – советский учёный в области технологии изготовления деталей из плутония, лауреат государственных премий.
Родился в Гомеле.
Окончил физический факультет МГУ (1941) и по распределению работал в кузнечном цехе Горьковского автозавода. Предложил изменить режима отжига деталей для танков и применить валки определённой формы при прокатке, что позволило резко снизить процент брака.
После войны назначен начальником сектора в Центральной заводской лаборатории. В декабре 1945 г. поступил в аспирантуру физического факультета МГУ (кафедра профессора С. Т. Конобеевского), но не успел её окончить в связи с участием в атомном проекте.
В начале 1948 г. направлен на комбинат № 817 (ПО «Маяк») (Челябинск-40, г. Озёрск Челябинской области). Заместитель начальника цеха № 4, с 1951 г. начальник цеха № 11, с 1954 г. — главный инженер завода «В» (руководитель А. А. Бочвар) (изготовление плутониевых деталей ядерного заряда атомной бомбы). Занимался разработкой технологии изготовления деталей из плутония, для чего привлекались специалисты НИИ-9.
С его участием зимой 1952—1953 гг. на заводе «В» было создано подразделение по получению дейтерида и тритида лития, необходимых для изготовления первого термоядерного устройства РДС-6С.
С 1959 г. работал в НИИ-9 (Институт специальных металлов) над исследованием альфа-фазного плутония. С 1968 по 1992 год начальник металловедческого отдела, в состав которого входили 7 лабораторий.
Кандидат технических наук (1962). Доктор технических наук (1983).
С 1992 г. главный научный сотрудник ВНИИ неорганических материалов им. академика А. А. Бочвара.
Умер не ранее 2005 г.
Сталинская премия 1951 года — за участие в освоении производства плутония и организаций новых производств на комбинате № 817.
Государственная премия СССР 1972 года.
Автор воспоминаний:
- Плутоний. Бочвар. Комбинат «Маяк»: (рассказы ветерана) / Н. И. Иванов. — М. : ВНИИНМ, 2003 (Тип. ФГУП ВНИИНМ). — 74 с.; 26 см